# Robert Taylor (ator australiano)
Robert Taylor (Melbourne, 1963) é um ator australiano. Ele é mais conhecido por protagonizar a série de televisão Longmire como o Xerife Walt Longmire. No cinema é mais conhecido por ter interpretado o Agente Jones em Matrix.

## Início da vida
Robert nasceu em Melbourne, Austrália. Depois que seus pais se separaram quando tinha nove anos, se mudou para uma cidade de mineração na Austrália Ocidental para viver com sua tia e seu tio. Quando adolescente, trabalhou como minerador. Ele teve vários empregos depois disso, incluindo salva-vidas e leão de chácara, e foi para a universidade três vezes. Aos 21 anos foi trabalhar em uma plataforma petrolífera no Oceano Índico. Robert ficou com algumas costelas e um braço quebrado depois que seu navio colidiu com outro e afundou ao largo da costa oeste australiana. Ele e dois companheiros de tripulação escaparam em um barco salva-vidas. Enquanto se recuperava no hospital viu um anúncio sobre audições para a escola de teatro Western Australian Academy of Performing Arts (WAAPA), em Perth. Aos 24 anos ingressou na WAAPA após um teste bem-sucedido.

## Carreira
Robert começou a atuar profissionalmente em 1988 após se formar na WAAPA. Seu primeiro grande papel foi em 1989, como Nicholas Walsh na soap opera  australiana Home and Away. Seu primeiro papel principal veio em 1993, quando ele foi escalado como David Griffin para a série de telefilmes australiana The Feeds, do canal Nine Network. Ele então apareceu em vários papéis de ator convidado e telefilmes na Austrália, tais como Blue Heelers e Stingers, muitas vezes sendo escalado como um policial.
Sua grande chance em Hollywood veio quando foi escalado como o transmorfo Agente Jones no blockbuster de 1999 Matrix. Em 2000, atuou ao lado de Chris O'Donnell no thriller de ação Limite Vertical. Seus outros créditos no cinema incluem: The Hard Word (2002), Storm Warning (2007), Rogue (2007), e Coffin Rock (2009).
Em 2000, assumiu o papel do Padre Vincent Sheehan em Ballykissangel, um drama de televisão britânico gravado na Irlanda. Outros créditos televisivos incluem: MDA (2002), Satisfaction (2010), Cops L.A.C. (2010), e Killing Time (2011). Em 2011, foi escolhido para o papel principal da série Longmire.

## Vida pessoal
Robert é casado com a produtora Ayisha Davies, com quem tem uma filha, Scarlet (nascida em 2010).